# Église Saint-Denis de Courtemont-Varennes
L'église Saint-Denis est une église située à Courtemont-Varennes, en France.

## Localisation
L'église est située sur la commune de Courtemont-Varennes, dans le département de l'Aisne.

## Historique
Le monument est classé au titre des monuments historiques en 1941.